# Rimal
Rimal ou Remal, en arabe : حي الرمال, est un quartier situé à trois kilomètres du centre de la ville de Gaza. Implanté le long de la côte, il était considéré comme le quartier le plus prospère de Gaza. La rue principale qui traverse Gaza, la rue Omar Mukhtar (en), s'étend du nord-ouest au sud-est et la principale route côtière, la rue Ahmad Orabi/Rasheed, du nord-est au sud-ouest. 
Rimal est construit sur l'ancienne ville portuaire de Gaza appelée Maiuma (en). Il est divisé en deux secteurs : Rimal sud et Rimal nord. 
Le quartier est détruit pendant la guerre de Gaza de 2021, au cours de laquelle il a été ciblé par plus de 200 raids israéliens. De nombreux habitants ont été tués par les bombardements.
Le quartier abrite de nombreux ministères et a été gravement endommagé pendant la guerre entre Israël et le Hamas de 2023.